# Zero 40 Live
Zero 40 Live è un DVD live di Renato Zero pubblicato inizialmente in VHS nel 1991 e successivamente su DVD nel 2008.
Contiene le registrazioni dei concerti tenuti dal 28 al 30 settembre 1990 al Teatro Tenda di Firenze. Gli arrangiamenti e la direzione dell'orchestra sono di Pinuccio Pirazzoli, mentre la regia e la direzione al montaggio sono di Giacomo De Simone.

## Tracce
1. Amico – 6:23
2. Per non essere così – 5:29
3. Ostinato Amore – 5:19
4. Artisti – 4:16
5. Notte Balorda – 3:41
6. Ed io ti Seguirò – 4:39
7. Ho Dato – 6:20
8. Talento – 5:02
9. I Nuovi Santi – 5:29
10. Il Grande Mare – 7:15
11. Rose – 5:40
12. Accade – 6:38
13. Il Cielo – 7:07
14. Giorni – 7:17